# Korthalsella
Korthalsella es un género con 52 especies de plantas de flores perteneciente a la familia Santalaceae. 

## Especies seleccionadas
- Korthalsella amentacea
- Korthalsella aoraiensis
- Korthalsella arthroclada
- Korthalsella articulata
- Korthalsella australis
- Korthalsella binii

## Sinónimo
- Bifaria, Heterixia